# Shahabuddin Ahmed
Shahabuddin Ahmed (Kendua Upazila, 1 de febrero de 1930-Daca, 19 de marzo de 2022)  fue un político bangladesí. Fue presidente de Bangladés entre el 9 de octubre de 1996 y el 14 de noviembre de 2001.

## Biografía
Obtuvo su licenciatura en economía el año de 1951 y su segundo título universitario en relaciones internacionales en 1952 de parte de la Universidad de Daca. Entró al Servicio Civil de Pakistán en 1954 y terminó su capacitación en la Academia de Administración Pública de Lahore, complementándola con un curso especial en la Universidad de Oxford.

## Trayectoria laboral
Después de trabajar como magistrado y funcionario de Gopalganj y Natore, fue promovido al puesto de comisionado supletorio. Se desempeñó como juez en Daca, Barisal, Comilla y Chittagong. En 1967 pasó a ser secretario del tribunal supremo de Daca.
El 7 de febrero de 1980 fue nombrado juez del Tribunal Supremo de Bangladés. Algunos de sus veredictos sobre asuntos de servicio público, discusiones sobre comicios y relaciones laborales, han sido sumamente apreciados. Su fallo sobre la octava enmienda de la Constitución de Bangladés, fue considerado como una señal de desarrollo constitucional en el país. Estando en este puesto criticó la tendencia de las dictaduras del Tercer Mundo, por invalidar las constituciones en favor de su propio engrandecimiento y en contra de la democracia, por limitar y violar los derechos humanos fundamentales y por substituir las leyes por el decreto, en lugar de aplicar el estado de derecho.
Shahabuddin fue el presidente de la comisión investigadora responsable de la indagación sobre el tiroteo de la policía en contra de los estudiantes de la Universidad de Daca a mediados de febrero de 1983, suceso que resultó en la muerte de varios alumnos, además de muchos heridos más. Pero su informe sobre la investigación nunca fue hecho público por el gobierno de entonces. Luego fue el presidente de la Medialuna Roja de Bangladés desde agosto de 1978 hasta abril de 1982.
Una revolución pacífica ocurrió en el país a principios de diciembre de 1990, después de las manifestaciones públicas conducidas por los partidos de oposición para cambiar el sistema autocrático del gobierno y bajo la exigencia de la dimisión de Hossain Mohammad Ershad. Por consiguiente, el 6 de diciembre de 1990 el entonces vicepresidente Moudud Ahmed dimitió y Shahabuddin ocupó su lugar. Inmediatamente después Ershad renunció y transfirió completamente el poder a Shahabuddin Ahmed, que pasó a ser presidente interino de la nación. Así, formó un gobierno provisional compuesto de personas apolíticas y sostuvo una elección justa en febrero de 1991. Durante este período devolvió la libertad de prensa por enmienda. Después de los comicios y tras el establecimiento del nuevo presidente, Shahabuddin reasumió sus deberes el 10 de octubre de 1991 en el tribunal, cargo del cual se retiró el 1 de febrero de 1995. Fue de nuevo designado presidente el 23 de julio de 1996 por el gobierno de la Liga Awami y se le tomó juramento el 9 de octubre del mismo año. Se retiró de la presidencia el 14 de noviembre de 2001.